# El Elegido
El Elegido (nacido el 23 de noviembre de 1975) es un luchador enmascarado mexicano . Elegido es conocido por sus apariciones con la promoción de lucha libre profesional mexicana AAA,  donde ha trabajado principalmente como técnico y por un tiempo como miembro del rudo de Los Mirreyes junto a Alan Stone y Toscano . También ha trabajado para International Wrestling Revolution Group y grupos independientes más pequeños. 
En 2007, El Elegido estuvo entre el grupo de varios luchadores que representaron a AAA en un espectáculo interpromocional con Pro Wrestling Noah en el Differ Ariake Arena . 
Es conocido por sus entradas que consisten en arrodillarse en el centro del cuadrilátero y comenzar a bailar al ritmo de la música. Su equipo consiste en una máscara negra con una cruz celta en la frente de la máscara y un traje negro. 

## Carrera de lucha libre profesional
El Elegido debutó el 20 de marzo de 2006. Ese año se convirtió en luchador habitual de AAA . 
A menudo formaba equipo con El Intocable, que tenía un personaje y estilo similar y a menudo competía contra varios miembros de Los Guapos VIP.
El 15 de julio de 2007 compitió en su primera Triplemanía en Triplemanía XV, obteniendo la victoria en tríos ante Los Guapos VIP. 
El 15 de marzo de 2009, fue derrotado en las semifinales del torneo Rey de Reyes . En 2009, también formó equipo con Gronda II en la corta disputa de Gronda contra el "Gronda" original, Groon XXX .
El 1 de octubre de 2010, compitió en un encuentro del Torneo cibernético con la modalidad de pérdida de máscara al conteo de espaldas planas. Si bien fue inmovilizado, logró escapar del combate con su máscara intacta. 
A febrero de 2017, a pesar de competir en AAA durante más de 10 años, aún no ha ganado ningún título AAA. 
Compitió en Rey de Reyes (2017) por la espada Rey de Reyes. en el también partido también participaron La Parka, Argenis, Averno, Pimpinela Escarlata, Niño Hamburguesa, Joe Líder, Chessman, que ganó Argenis.

## Campeonatos y logros
- Lucha libre profesional ilustrada
  - PWI lo clasificó en el puesto número 170 de los 500 mejores luchadores individuales del PWI 500 en 2009 [1]

## Récordde Luchas de Apuestas
| Ganador (apuesta)    | Perdedor (apuesta) | Ubicación         | Evento            | Fecha                  | Notas |
| -------------------- | ------------------ | ----------------- | ----------------- | ---------------------- | ----- |
| El Elegido (cabello) | El Brazo (cabello) | Orizaba, Veracruz | Guerra de Titanes | 6 de diciembre de 2008 | [ 8 ] |